# Вінкельзетт
Вінкельзетт (нім. Winkelsett) — громада в Німеччині, розташована в землі Нижня Саксонія. Входить до складу району Ольденбург. Складова частина об'єднання громад Гарпштедт.
Площа — 39,18 км2. Населення становить 511 ос. (станом на 31 грудня 2021).